# Tielikowka
Tielikowka (ros. Теликовка) – wieś (sieło) w Rosji, w obwodzie saratowskim, w rejonie duchownickim. W 2010 liczyła 660 mieszkańców.